# Паулус Амбунда
Паулус Амбунда (англ. Paulus Ambunda; нар. 6 серпня 1980, Свакопмунд) — намібійський професійний боксер, який брав участь в літніх Олімпійських іграх 2004. Чемпіон світу за версією WBO у легшій вазі у 2013 році і двічі — за версією IBO (2015 - 2016, 2018 - 2019) в другій легшій вазі.

## Аматорська кар'єра
Амбунда завоював срібну медаль в найлегшій вазі на Всеафриканських іграх 2003 року в Абуджі, Нігерія. На літніх Олімпійських іграх 2004, вигравши у Джонні Мендоса (Венесуела) — 39-19 в першому бою, припинив боротьбу у чвертьфіналі, програвши представнику Німеччини Рустамходжі Рахімову — 15-28.

## Професійна кар'єра
Амбунда виграв титул чемпіона світу WBO в найлегшій вазі у своєму 20-му бою проти тайського бійця Пунглуанг Сор Сінг'ю 2 березня 2013 року. Втратив титул у наступному поєдинку проти японського боксера Томокі Камеда.